# Alexander Stewart (Erzbischof)

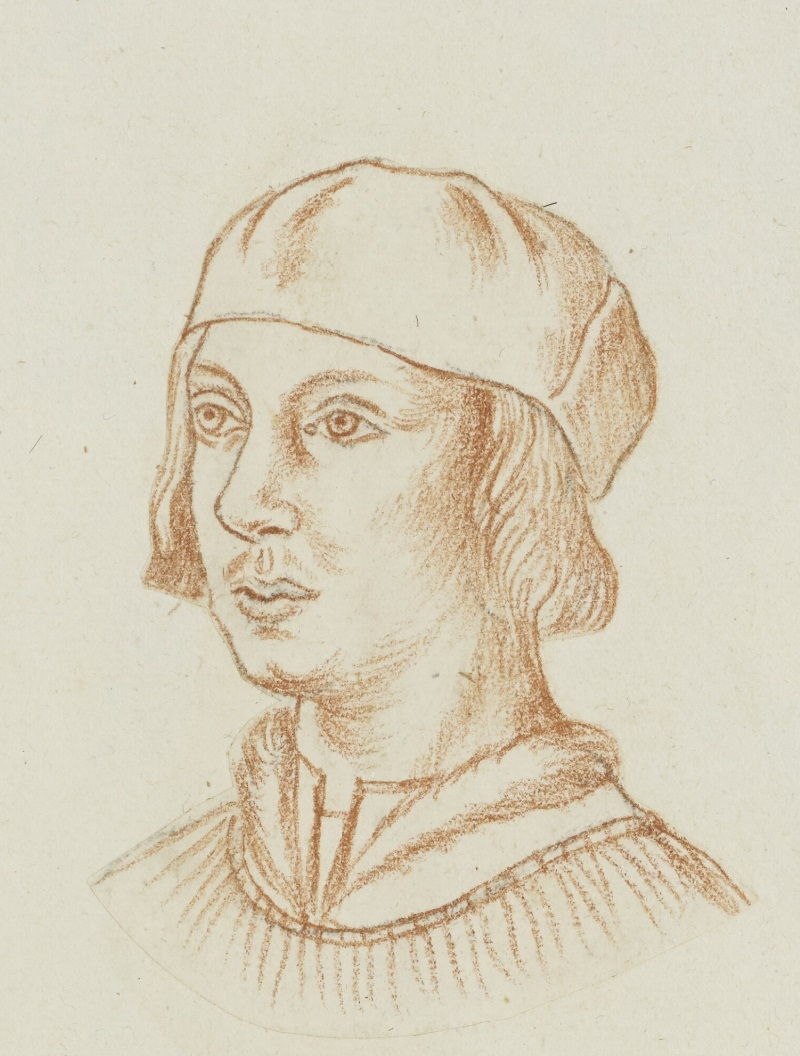
Portrait von Alexander Stewart

Alexander Stewart (* um 1493; † 9. September 1513 in der Schlacht von Flodden Field) war ein schottischer Humanist, Erzbischofselekt von St Andrews und Lordkanzler von Schottland.

## Leben
Er war ein unehelicher Sohn des schottischen Königs Jakob IV. mit Marion Boyd, Tochter des Archibald Boyd, Laird of Bonshaw (1454–1507). Seine Mutter heiratete John Mure, Laird of Rowallan († 1513). Noch als Minderjähriger wurde er 1504 vom König zum Erzbischof von St Andrews ernannt, aber nie geweiht. 1506 unternahm er eine Grand Tour in die Niederlande und nach Frankreich und ließ sich schließlich in Padua nieder, wo er bei Erasmus von Rotterdam Logik und Rhetorik studierte. Dieser lobte Alexanders Charakter und Lerneifer. Um 1510 wurde Alexander zum Lordkanzler von Schottland ernannt. Er förderte die Bildung und gründete das St. Leonhard-College. Er schloss sich beim englischen Invasionsversuch seinem König an und wurde ebenso wie sein Vater und sein Stiefvater in der Schlacht von Flodden Field getötet.